# 斯蒂芬·埃利奥特 (植物学家)
斯蒂芬·埃利奥特（Stephen Elliott，1771年11月11日—1830年3月28日）为美国植物学家、银行家、教育家及立委。他创作了美国植物学中最重要的著作之一的《南卡罗来纳州和佐治亚州植物简述》。